# Oitura
Oitura es una localidad española del municipio zaragozano de Bárboles, en la comunidad autónoma de Aragón.

## Historia
Alfonso II de Aragón donó la población al cabildo del Pilar en 1187 a cambio de una vela que debía estar siempre ardiendo y una capellanía por el alma de los reyes de Aragón, pasando a estar regida por un prior. La localidad debía de seguir teniendo una importante población mudéjar como las localidades vecinas y consta un documento de compraventa de tierras en árabe de 1194.
En 1326 seguía en manos eclesiásticas y fue el foco de un conflicto entre sus regantes y los de otras poblaciones servidas por la misma acequia, que agrupados en una hermandad asaltaron la localidad en dos ocasiones.
En el siglo XV consta ya en manos nobiliarias y en 1487 era propiedad de Juan López de Gurrea. En el siglo XVI había pasado a formar parte de la baronía de Bárboles en manos de los Jiménez de Embún.
A mediados del siglo XIX contaba con una población de 15 habitantes. Aparece descrita en el decimosegundo volumen del Diccionario geográfico-estadístico-histórico de España y sus posesiones de Ultramar de Pascual Madoz de la siguiente manera:

OITURA: l. dependiente del ayunt. de Barboles (1 /2 leg.), de la prov., aud. terr. y dióc. de Zaragoza (5), part. jud. de La Almunia (6), c. g. de Aragon. sit. á la falda del monte de Pedrola al E. y en medio de dos grandes acequias: reinan los vientos del N.; su clima es frio, y las enfermedades mas comunes intermitentes. Tiene 6 casas, é igl. parr. (la Asuncion de Ntra. Sra.), aneja de la de Barboles, de provision ordinaria. Confina el térm. por N. con Pedrola; E. Grisen; S. Barboles, y O. Pleitas: su estension de N. á S. es de 1/4 leg. y 1/2 de E. á O. En su radio, junto al r. Jalon hay un pequeño coto de arbustos. El terreno es llano y de buena calidad, regado por la acequia de Pedrola, cuyas aguas se toman en Pleitas por medio de un sólido azud en el r. Jalon, de que se sirven tambien los vec. para sus usos. Los caminos son locales y en mal estado. prod.: trigo y cebada. ind.: la agrícola. pobl.: 3 vec., 15 alm. cap. prod.: 15,030 rs. imp.: 8,900. contr.: 1,697. Este pueblo tuvo ayunt. hasta el nuevo arreglo de aquellas corporaciones segun la ley vigente.
(Madoz, 1849, p. 221)

En 2021 el núcleo de población contaba con 24 habitantes.

## Patrimonio
En la localidad se encuentra la iglesia de la Asunción, del siglo XX, con una talla de la virgen de base románica (probablemente del siglo XIII). La escultura sufrió sin embargo importantes modificaciones en el siglo XVIII.